# Sathrochthonius venezuelanus
Espèce
Sathrochthonius venezuelanus est une espèce de pseudoscorpions de la famille des Chthoniidae.

## Distribution
Cette espèce est endémique de l'État de Bolívar au Venezuela.

## Description
La femelle holotype mesure 1,30 mm.

## Étymologie
Son nom d'espèce lui a été donné en référence au lieu de sa découverte, le Venezuela.

## Publication originale
- Muchmore, 1989 : A Sathrochthonius north of the equator (Pseudoscorpionida, Chthoniidae). Journal of Arachnology, vol. 17, no 2, p. 251-253 (texte intégral).